# Хината Хюга
Хината Хюга (яп. 日向 ヒナタ Хю:га Хината) — персонаж аниме-сериала и манги «Наруто», созданной Масаси Кисимото. Хината — куноити и бывшая наследница клана Хюга из вымышленной деревни Конохагакурэ. Она — член команды 8, в которую входят она сама, Киба Инудзука со своим псом-ниндзя Акамару, Сино Абурамэ и лидер команды Курэнай Юхи. В начале сериала Хината испытывает сильное восхищение главным героем — Наруто Удзумаки, которое в конечном итоге превращается в любовь. Хината несколько раз появлялась в сериале и художественных фильмах, в первую очередь — в фильме «Наруто: Последний фильм» (2014), который вращается вокруг её отношений с Наруто. Она также присутствовала в других медиа, связанных с франшизой, включая видеоигры, OVA, а также продолжение манги и аниме Boruto: Naruto Next Generations (2016), в котором стала матерью Боруто и Химавари Удзумаки, и теперь её зовут Хината Удзумаки.
Изначально Кисимото задумывал Хинату как персонажа, который не будет сражаться на протяжении всей истории, но в конце концов он решил изобразить её как куноити. При создании сериала Кисимото решил, что Хината выйдет замуж за Наруто; однако сюжет об их романе был задуман сценаристом Маруо Кёдзукой. Кисимото менял дизайн персонажа на протяжении франшизы, отображая её взросление. Её озвучивают Нана Мидзуки в оригинале и Стефани Ше в английском дубляже. Критический приём персонажа был в основном положительным из-за её поступков в сериале и большей роли в последнем фильме — её взаимодействие с Наруто и участие в конфликте со злодеем фильма получили высокую оценку. Хината также пользуется популярностью среди читателей «Наруто», занимая высокие места в опросах: так, в глобальном опросе Narutop 99 она заняла десятое место по популярности по всему миру, и второе среди женских персонажей (после Сакуры Харуно). Были выпущены товары, основанные на Хинате, в том числе фигурки, брелоки и статуэтки.

## Создание и концепция
Создавая Хинату, Кисимото набросал скетч и показал одному из своих ассистентов. На этом наброске Хюга не была куноити и носила платье, что, по словам Кисимото, было сделано ради забавы, а сам он изначально собирался наделить Хинату другим характером. Однако итоговый дизайн разительно отличается от первоначального, но, став ниндзя, Хината всё ещё носит современную одежду.
В 2017 году Кисимото рассказал, что задумал поженить Наруто и Хинату, ещё работая над началом манги, что, по его ощущениям, просто обязано было случиться, так как Хината поддерживала Наруто с самого начала, ещё до того, как к мальчику потеплел Ирука Умино. Это, однако, разозлило его жену, видевшую женой Наруто Сакуру Харуно. С ростом популярности персонажа Кисимото решил, что Хината должна сыграть большую роль в финальной арке, и реализовал эту идею путём убийства её двоюродного брата Нэдзи, после которого Хината помогла шокированному Наруто прийти в себя. Аниматор Чэнси Хуан, работавший над несколькими сериалами по «Наруто», начав рисовать «Ураганные хроники», настолько полюбил эту пару, что часто вызывался на совместные сцены Наруто и Хинаты, в том числе и ту, где Хината давала Наруто пощёчину, чтобы привести в себя после смерти Нэдзи. После выхода последнего фильма он поблагодарил Кисимото за решение развить их отношения в этой ленте. Позже он создал видео с голыми Наруто и Хинатой в кровати и опубликовал его в своём Instagram, но после критики фанатов, посчитавших, что оно слишком «взрослое», удалил.
В «Последнем фильме» (2014) Хината вяжет Наруто красный шарф. Кисимото добавил эту деталь в фильм, потому что его жена когда-то связала шарф для него самого, что неизменно веселило съёмочную группу. Сценарист Маруо Кёдзука сказал, что в этом фильме хотел отобразить любовный треугольник между Наруто, Хинатой и Тонэри Оцуцуки. Также он развил характер Хинаты: ей пришлось отказаться от чувств к Наруто и согласиться выйти замуж за Тонэри, чтобы спасти свою сестру Ханаби. Кисимото признался, что очень стеснялся романтики в фильме и не знал, сможет ли смотреть на экран во время поцелуя Наруто и Хинаты, но всё равно испытывал к развитию их отношений как радость, так и печаль, заявив, что считает этих персонажей своими детьми.

## Дизайн
Во второй части манги Хината стала выглядеть как красивая женщина, не использующая макияжа и сосредоточенная на сражениях.
Когда Хината выросла, её внешность изменилась. Она могла надеть как совсем невинную, так и более взрослую одежду. Обувь она выбирала на низком каблуке, так как считала важной свободу движения ног. Чтобы сделать её больше похожей на взрослую женщину, Кисимото изображал её сильной, но ему было сложно рисовать её красивое женственное лицо, поэтому он обычно поручал это своему ассистенту Тэцуе Нисио, помогавшему автору с образами персонажей. Также Кисимото обернул вокруг талии Хинаты пояс, чтобы ей было удобно доставать вещи из подсумка. В отличие от более юной Хинаты, густо красневшей в присутствии Наруто, персонаж стал выглядеть томной влюблённой девушкой.
К фильму «Боруто» внешность Хинаты вновь поменялась. Кисимото укоротил ей волосы, чтобы они не мешали ей ухаживать за детьми, а также подобрал такую одежду, чтобы она соответствовала её возрасту и статусу матери, в то же время оставаясь в её вкусе.

## Озвучивание
Японская актриса озвучивания Хинаты, Нана Мидзуки, была удивлена вниманием зрителей к персонажу. Увидев Хинату в последнем фильме, она поразилась как тому, какой женственной и взрослой та стала, так и её взаимодействием с Наруто. Мидзуки полюбила Хинату за черты её характера и нежелание сдаваться, какой бы ни была ситуация. Её любимой сценой в фильме стало признание Наруто в любви Хинате. Мидзуки радовалась тому, что это сулило её персонажу, но негативно отнеслась к занятию Хинатой стороны Тонэри.
Стефани Ше, дублировшая Хинату на английский язык, изначально пробовалась и на роль Сакуры Харуно. Узнав, что станет озвучивать Хинату, она обрадовалась, так как испытывала такие же проблемы с самооценкой. Она заявила, что хотела, чтобы Хината осталась с Наруто из-за её чувств к нему.

## В сюжете

### «Наруто»
Хината — старшая дочь главы клана Хюга, Хиаси. У того есть младший брат-близнец Хидзаси, которого лишили права наследования и сослали в побочную ветвь Хюга, которая живёт, лишь чтобы служить основной. В раннем детстве её едва не похитил ниндзя из Деревни Скрытого Тумана, но её отец убил похитителя, и когда Кумогакурэ потребовала казни Хиаси в обмен на жизнь своего синоби, Хидзаси добровольно согласился подменить старшего брата и умереть вместо него, чтобы замять конфликт. Во время тренировок дочери Хиаси стал сомневаться в её возможности быть главой клана, и в итоге сделал своей наследницей её младшую сестру Ханаби. В детстве Хината встречает Наруто Удзумаки, защитившего её от хулиганов, смеющихся над её глазами. Это, а также нежелание Наруто пасовать перед превратностями судьбы вдохновляет Хинату стать сильнее. Восхищение перед мальчиком постепенно сменяется влюблёностью.
Впервые Хината появляется в сюжете в первой части манги, перед экзаменом на ранг тюнина, вместе со своими сокомандниками Кибой Инудзукой и Сино Абурамэ, и доходит до конца второго этапа, после которого ей приходится сразиться с сыном Хидзаси, Нэдзи, за возможность выступить на третьем этапе, Наруто её подбадривает. Двоюродный брат едва намеренно не убивает её, и Наруто клянётся на её крови, что отомстит Нэдзи. Наблюдая за тем, как в конце первой части Наруто уходит тренироваться с Дзирайей, она клянётся стать сильнее.
Во второй части манги, два с половиной года спустя, Хината, уже тюнин, впервые за долгое время встретив Наруто, падает в обморок. Вместе со своей командой и командой № 7 она участвует в миссии по поиску ниндзя-отступников Саскэ и Итати Утих, но найти их не удаётся. Когда во время нападения на Коноху глава организации «Акацуки» Пэйн обездвиживает Наруто, Хината приходит к нему на помощь, наконец признавшись в своих чувствах, однако Пэйн тут же тяжело ранит её, что приводит Наруто в ярость и позволяет ему одержать над Пэйном верх; Хинату исцеляет Сакура Харуно. Во время Четвёртой мировой войны синоби она оказывается в одной дивизии с Нэдзи, который погибает, спасая её и Наруто во время битвы с Десятихвостым бидзю, после чего даёт Наруто пощёчину, чтобы вывести из состояния шока. Ей удаётся одолеть клон Десятихвостого, но она всё равно попадает под действие Вечного Цукуёми и видит счастливую жизнь с Наруто. После окончания финальной битвы Наруто и Саскэ действие Вечного Цуукёми рассеивается, и все его жертвы, включая Хинату, освобождаются. После окончания войны она вместе с другими ниндзя Конохи приходит на похороны Нэдзи. В последующем она выходит замуж за Наруто и рожает ему двоих детей — мальчика Боруто и девочку Химавари.

### В «Последнем фильме»
События «Последнего фильма» происходят через два года после окончания Четвёртой мировой войны синоби. Хинате 19 лет, она надеется в знак любви подарить Наруто собственноручно связанный красный шарф. Ханаби похищает Тонэри Оцуцуки, надеющийся заменить свои глаза на её бякуган. Хината присоединяется к команде Какаси и Сикамару Наре, чтобы спасти её. Пока они пробираются по заброшенной деревне ниндзя клана Оцуцуки, Наруто признаётся Хинате в любви. Девушке является дух её предка Хамуры Оцуцуки, которому нужна её помощь как «принцессы бякугана», и поэтому она намеренно позволяет Тонэри схватить себя и убеждает его в том, что выйдет за него замуж, хотя на самом деле собирается уничтожить его тэнсэйган. Тонэри догадывается, что Хината его обманывает, рвёт шарф, который она так и не успела подарить Наруто, и захватывает её разум. Когда команда Какаси и Сикамару находят деревню, Наруто срывает свадьбу прямо перед тем, как Тонэри собирался поцеловать Хинату, остальная часть команды спасает Ханаби. Хината исполняет волю Хамуры и уничтожает тэнсэйган Тонэри, но того окутывает чакра, и он разрубает Луну пополам и заключает Хинату в клетку. Наруто входит в режим чакры Девятихвостого, начинается битва. Наруто хватается за остатки шарфа Хинаты и проводит через него свою чакру, после чего ему удаётся обезвредить Тонэри мощным ударом, который заодно вернул начавшую падать Луну на орбиту. Хината отбирает у Тонэри глаза Ханаби и возвращает их сестре. Вскоре Наруто и Хината вступают в романтические отношения, на титрах фильма показана их свадьба, а после титров — дети.

### Другие появления
Хината появляется в четвёртом, пятом, шестом, восьмом и девятом фильмах (в последнем, где меняются характеры персонажей, она нахальна, носит открытую одежду и агрессивно накрашена). В ранобэ Sakura Hiden: Shiren, Harukaze ni Nosete (яп. (サクラ秘伝 思恋、春風にのせて Сакура хидэн Сирэн, Харукадзэ ни носэтэ, «Хроники Сакуры: Мысли о любви на весеннем ветру») Наруто и Хината прерывают своё свидание, чтобы спасти Сакуру от Кидо Цумики, но та освобождается сама.

## Приём
Хината популярна среди фанатов «Наруто», она заняла десятое место в первом ежегодном голосовании за персонажей, шестое во втором и третьем, двенадцатое в четвёртом, девятое в пятом и десятое в седьмом. Выпускались также товары, изображающие Хинату, в том числе фигурки. В 2021 году она заняла четвёртое место в голосовании за персонажей Boruto: Naruto Next Generations.
В обзоре одной из ранних сюжетных арок «Наруто» Карл Кимлингер, колумнист сайта Anime News Network, написал, что её сражение стимулировало её стремление измениться. Чарльз Уайт с сайта IGN с интересом наблюдал за Хинатой в первом аниме-сериале, похвалив её за то, что она в одиночку выступила против злодея Дзиги, чтобы спасти Наруто. Крис Беверидж с Fandom Post похвалил Хинату за то, как она поддержала Наруто и помогала ему сражаться с врагами во время Четвёртой мировой войны синоби. Критик Юкари Фудзимото в своей книге «Культурные перекрёстки манги» заявила, что Хината, как и другие женские персонажи, предпочла любовь оттачиванию навыков ниндзя. Впервые увидев Хинату во второй части манги, Джейсон Томпсон похвалил дизайн и понадеялся, что они с Наруто станут парой. В обзоре на финал манги колумнист IGN Рамзи Айлер, отметив, что свадьба Хинаты и Наруто не стала неожиданностью, всё же написал, что она так или иначе расстроила фанатов, видевших парой Наруто Сакуру.
Развитие отношений Хинаты и Наруто в «Последнем фильме» также было тепло встречено критиками. Чарльз Соломон из Los Angeles Times описал их как «неловкий роман», а сайт Japanator.com назвал попытки Хинаты флиртовать с Наруто одним из любимых аспектов фильма. Эми Макналти с сайта Anime News Network написала, что, пусть любовная линия и кажется неловкой в начале фильма, по ходу сюжета она становится намного приятнее. Брендану Ха с Otaku USA казалось, что, хотя чувства Хинаты к Наруто и были очевидны для читателей манги ещё с первых глав, чувства самого Наруто не раскрывались, с чем и помог «Последний фильм». Он похвалил стремления Хинаты к выражению своих чувств, сделавшие фильм трогательным. Бевериджу развитие их отношений тоже понравилось, но он отметил, что фильму стоило бы сильнее сконцентрироваться на них. Колумнист UK Anime Network Дэн Роудс согласился с Бевериджем, посчитав, что в фокусе съёмочной группы были отношения Хинаты и Наруто, а не главный злодей, которого он назвал незапоминающимся. Другой колумнист Fandom Post, Крис Гомер, написал, что фанаты Наруто хотели увидеть Хинату с Наруто больше пятнадцати лет, и фильм «доставил», также он похвалил отношения Хинаты и Сакуры, так как Харуно помогала Хюге выразить свои чувства к Удзумаки. Дэвид Уэст, колумнист журнала Neo, отметил хорошую постановку отношений Наруто и Хинаты, похвалив съёмочную группу за включение флэшбеков с их совместными сценами. Также ему понравилась роль Хинаты и её взаимоотношения с Тонэри.